# GP2 Asia Series
Le GP2 Asia Series était un championnat de course automobile, disputé entre 2008 et 2011,  déclinaison hivernale et asiatique du championnat de GP2 Series qui se dispute en Europe.

## La création du championnat
La création de ce championnat, organisé par Bruno Michel, a été annoncée lors du week-end du Grand Prix de Monaco 2007. La saison inaugurale a lieu en 2008 de janvier à avril, avec des courses organisées en support du nouveau championnat de Speedcar Series et des Grands Prix de Formule 1 de Malaisie et de Bahreïn.
Les écuries engagées sont dans la grande majorité les mêmes qui disputent le championnat principal de GP2 Series, mais le plus souvent avec un duo de pilotes différent. Afin de promouvoir le sport automobile en Asie, elles ont en effet été incitées par les organisateurs à faire appel à au moins un pilote non-originaire d'Europe ou des Amériques. Pour encourager les équipes à respecter cette consigne, il a été décidé que dans le cas contraire, le deuxième pilote ne recevrait pas de primes financières.

## Palmarès
| Saison    | Champion                                | Second            | Troisième           | Equipe Championne    |
| --------- | --------------------------------------- | ----------------- | ------------------- | -------------------- |
| 2008      | Romain Grosjean (ART Grand Prix)        | Sébastien Buemi   | Vitaly Petrov       | ART Grand Prix       |
| 2008-2009 | Kamui Kobayashi (DAMS)                  | Jérôme d'Ambrosio | Roldán Rodríguez    | DAMS                 |
| 2009-2010 | Davide Valsecchi (iSport International) | Giacomo Ricci     | Oliver Turvey       | iSport International |
| 2011      | Romain Grosjean (DAMS)                  | Jules Bianchi     | Giedo Van der Garde | DAMS                 |

## Statistiques

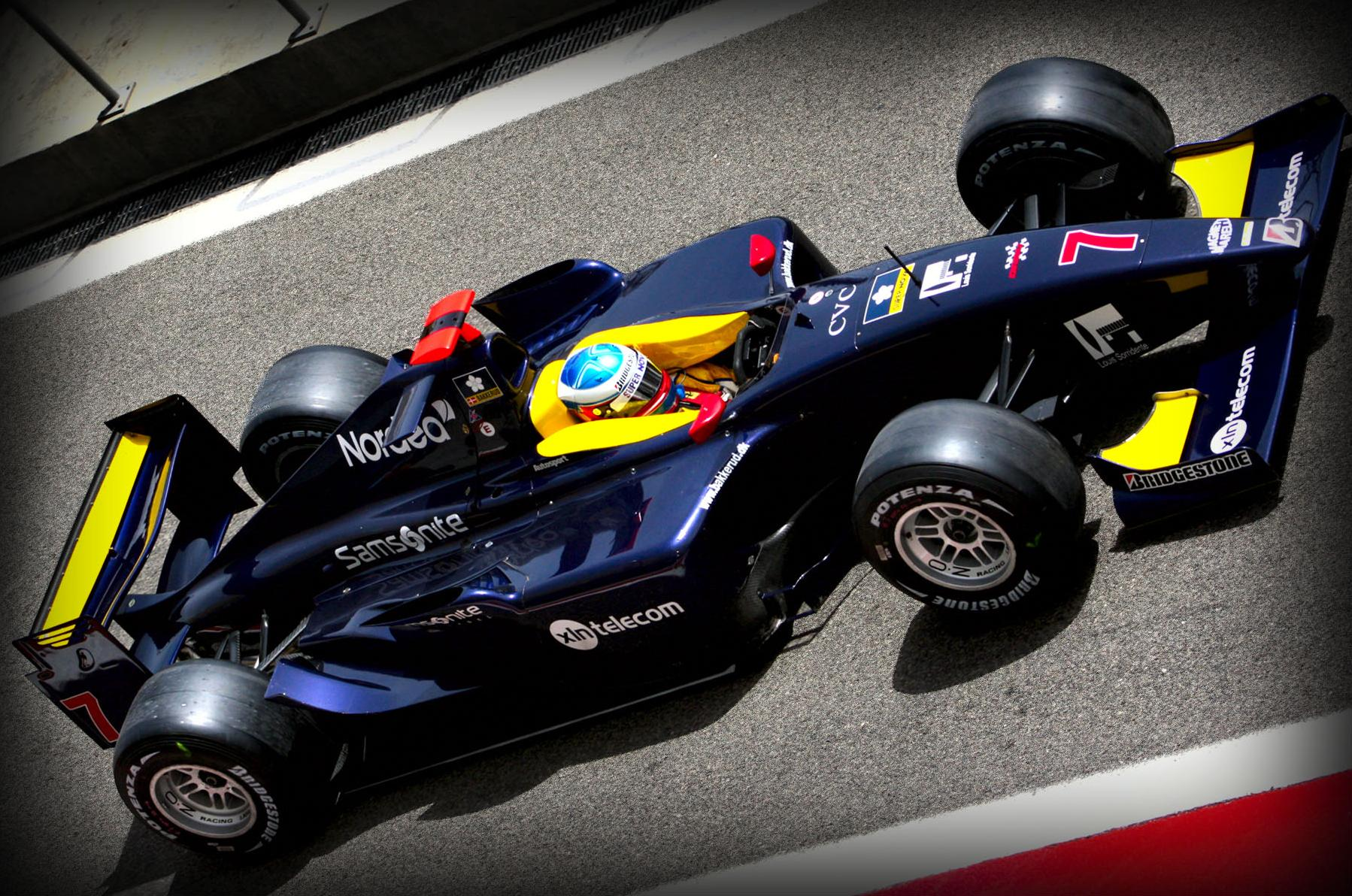
Christian Bakkerud en 2008

| #  | Pilote             | Nationalité | Victoires |
| -- | ------------------ | ----------- | --------- |
| 1  | Romain Grosjean    | France      | 5         |
| 2  | Kamui Kobayashi    | Japon       | 4         |
| 3  | Davide Valsecchi   | Italie      | 3         |
| 4  | Vitaly Petrov      | Russie      | 2         |
| 5  | Sergio Pérez       | Mexique     | 2         |
| 6  | Sébastien Buemi    | Suisse      | 1         |
| 7  | Roldán Rodríguez   | Espagne     | 1         |
| 8  | Fairuz Fauzy       | Malaisie    | 1         |
| 9  | Marco Bonanomi     | Italie      | 1         |
| 10 | Diego Nunes        | Brésil      | 1         |
| 12 | Oliver Turvey      | Royaume-Uni | 1         |
| 13 | Christian Vietoris | Allemagne   | 1         |

| # | Équipe                   | Nationalité | Victoires |
| - | ------------------------ | ----------- | --------- |
| 1 | ART Grand Prix           | France      | 5         |
| 2 | DAMS                     | France      | 5         |
| 3 | Piquet GP                | Brésil      | 4         |
| 4 | Campos Grand Prix        | Espagne     | 4         |
| 5 | iSport International     | Royaume-Uni | 3         |
| 6 | Durango                  | Italie      | 1         |
| 7 | Team Arden               | Royaume-Uni | 1         |
| 8 | Super Nova International | Royaume-Uni | 1         |